# 나카아이베쓰역
나카아이베쓰역(한국어: 중애별역; 일본어: 中愛別駅)은 일본 홋카이도 가미카와 군 아이베쓰정에 위치한 홋카이도 여객철도 세키호쿠 본선의 철도역이다. 역 번호는 A39이며, 상대식 승강장 2면 2선의 구조를 갖춘 지상역이다.

## 역 주변
- 국도 제39호선
- 이시카리강
- 호센지

## 역사
- 1923년 11월 15일 : 일본국유철도의 역으로서 개업. 일반역.
- 1975년 12월 25일 : 화물 취급 폐지.
- 1983년 1월 10일 : 소화물 취급 폐지. CTC 도입과 함께 간이 위탁화.
- 1987년 4월 1일 : 일본국유철도 분할 민영화에 의해, 홋카이도 여객철도가 승계.
- 1988년 4월 1일 : 간이 위탁 폐지, 완전 무인화.

## 인접 역
| 세키호쿠 본선                  | 세키호쿠 본선   | 세키호쿠 본선            |
| ------------------------------ | --------------- | ------------------------ |
| 아이베쓰 A38 신아사히카와 방면 | ■ 세키호쿠 본선 | 아이잔 A40 아바시리 방면 |